# سمندرک زگیل‌دار
سمندرک زگیل‌دار (نام علمی: Triturus cristatus) نام یک گونه از سرده سمندر باله‌دار است.